# 네소 (위성)

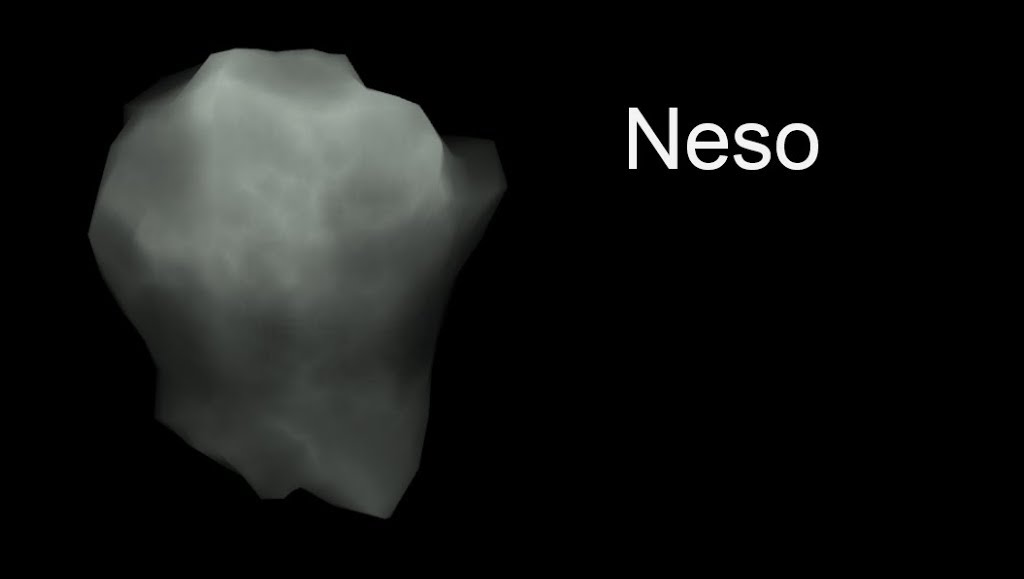
네소의 대략적인 모습

네소(Neso)는 해왕성의 위성이다. 지름이 약60km인 역행하는 불규칙 위성이다. 공전주기는 약 25년으로 프사마테와 비슷하며 현재까지 알려진 위성중 가장 긴 궤도를 돈다. 2002년에 발견했다.
그리고 위성중 궤도 가장 멀다

## 같이 보기
- 위성 목록